# Haudricourt
Haudricourt ist eine französische Gemeinde mit 456 Einwohnern (Stand 1. Januar 2022) im Département Seine-Maritime in der Region Normandie (vor 2016 Haute-Normandie). Sie gehört zum Arrondissement Dieppe und ist Teil des Kantons Gournay-en-Bray (bis 2015 Aumale). Die Einwohner werden Haudricourtois genannt.

## Geographie
Haudricourt liegt etwa 55 Kilometer nordöstlich von Rouen. Umgeben wird Haudricourt von den Nachbargemeinden Marques und Morienne im Norden, Aumale im Nordosten, Quincampoix-Fleuzy im Osten und Nordosten, Saint-Valery im Osten, Lannoy-Cuillère im Osten und Südosten, Criquiers im Süden, Conteville im Südwesten, Ronchois im Westen und Südwesten sowie Illois im Westen.
Durch die Gemeinde führt die Autoroute A29.

## Bevölkerungsentwicklung
| Jahr                      | 1962 | 1968 | 1975 | 1982 | 1990 | 1999 | 2006 | 2013 |
| Einwohner                 | 508  | 423  | 491  | 456  | 443  | 443  | 457  | 464  |
| Quelle: Cassini und INSEE |      |      |      |      |      |      |      |      |

## Sehenswürdigkeiten
- Kirche Saint-Jean-et-Saint-Martin in Haudricourt
- Kirche Notre-Dame in Villers
- Kirche von Beaufresne

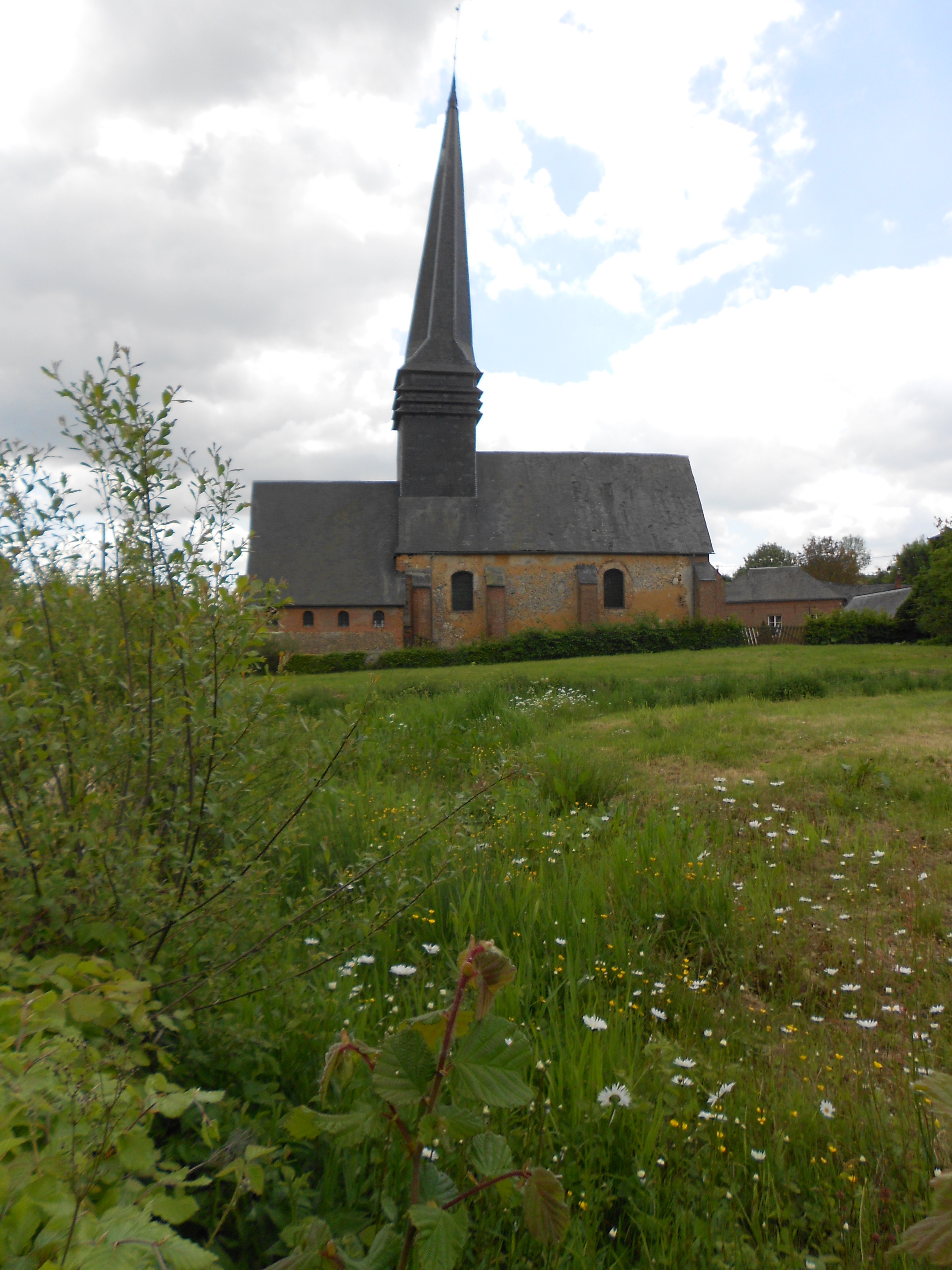
Kirche Saint-Jean-et-Saint-Martin
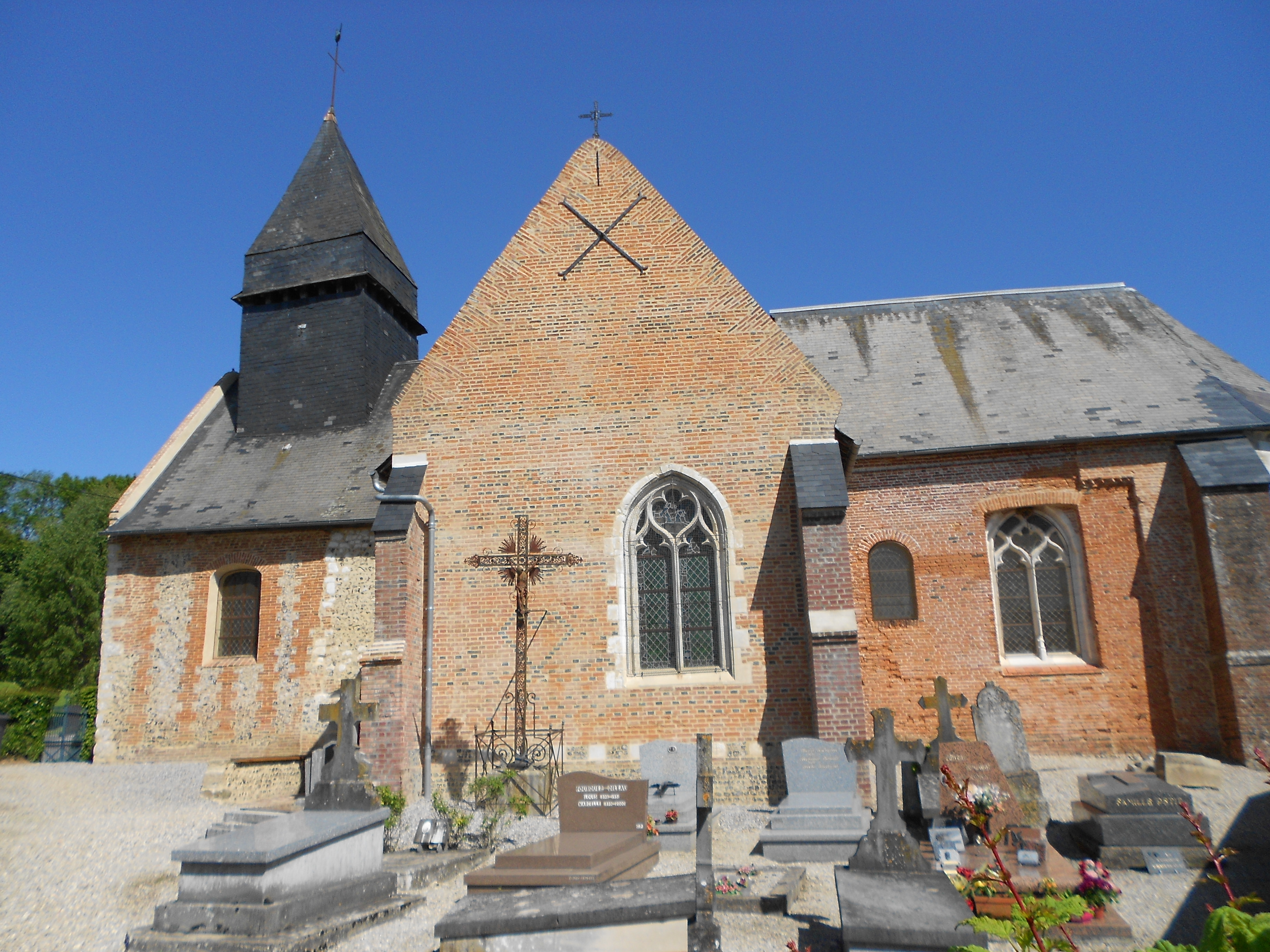
Kirche Notre-Dame
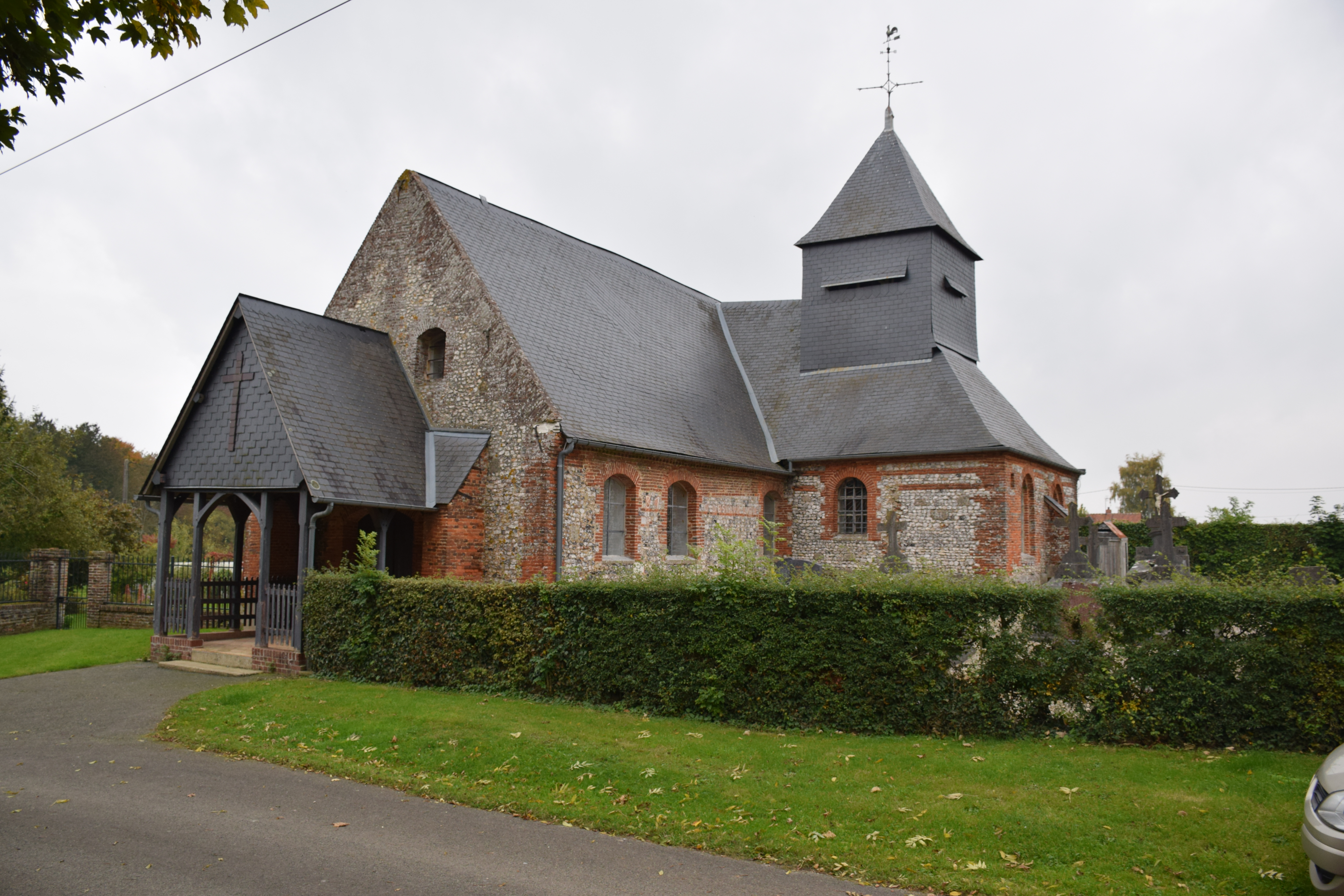
Kirche von Beaufresne